# Västra Frölunda HC
Västra Frölunda HC Indians je švedski hokejski klub iz Göteborga, ki je bil ustanovljen leta 1938. S štirimi naslovi švedskega državnega prvaka je eden uspešnejših švedskih klubov. 

## Lovorike
- Švedska liga: 3 (1964/65, 2002/03, 2004/05, 2015/16)

## Trenerji in kapetani
Trenerji
- Karl-Erik Eriksson, 1956–1960
- Lars Erik Lundvall, 1960–1963
- Curly Leachman, 1963–1964
- Lars Erik Lundvall, 1964–1969
- Arne Eriksson, 1969–1971
- Jack Bownass, 1971–1973
- Lars Erik Lundvall, 1973–1975
- Arne Strömberg, 1975–1978
- Leif Henriksson, 1978–1980
- Berny Karlsson, 1980–1981

- Len Lunde, 1981–1982
- Leif Henriksson, 1982–1983
- Kjell Jönsson, 1983–1984
- Roland Mattsson, 1984–1985
- Thommie Bergman, 1985–1987
- Conny Evensson, 1987–1989
- Lennart Åhlberg, 1989–1990
- Lars-Erik Esbjörs, 1990–1991
- Leif Boork, 1991–1994
- Ulf Labraaten, 1994–1995

- Lasse Falk, 1995–1997
- Tommy Boustedt, 1997–2001
- Conny Evensson, 2001–2004
- Janne Karlsson, 2004 (začasni)
- Stephan Lundh, 2004–2006
- Per Bäckman, 2006–2007
- Roger Melin, 2007–2008
- Ulf Dahlén, 2008–2010
- Kent Johansson, 2010–danes

Kapetani
- Rune Johansson, 1945–1960
- Lars Erik Lundvall, 1960–1968
- Arne Carlsson, 1968–1969
- Lars-Erik Sjöberg, 1969–1974
- Henric Hedlund, 1974–1976
- Leif Henriksson, 1976–1977
- Lars-Erik Esbjörs, 1976–1979
- Anders Broström, 1979–1980
- Göran Nilsson, 1980–1983
- Thomas Kärrbrandt, 1983–1984

- Göran Nilsson, 1984–1985
- Hasse Sjöö, 1985–1987
- Janne Karlsson, 1987–1990
- Mikael Andersson, 1990–1992
- Terho Koskela, 1992–1995
- Christian Ruuttu, 1995–1996
- Henrik Nilsson, 1996–2000
- Mikael Andersson, 2000–2003
- Jonas Johnson, 2003–2008
- Niklas Andersson, 2008–2009

- Joel Lundqvist, 2009–danes

## Upokojene številke
- 13 - Lars-Eric Lundvall
- 14 - Ronald Pettersson
- 19 - Jörgen Pettersson
- 23 - Ronnie Sundin
- 29 - Stefan Larsson